# Marienberg (Burghausen)
Marienberg ist ein Gemeindeteil der Stadt Burghausen (Oberbayern). Der Weiler liegt etwa drei Kilometer südwestlich des Stadtzentrums auf einem Hochplateau oberhalb des Salzachtals. Der Ort wurde 1978 als Teil der Gemeinde Raitenhaslach nach Burghausen eingemeindet.

## Sehenswürdigkeiten
In Marienberg steht von weitem sichtbar die zweitürmige Wallfahrtskirche Maria Königin des Rosenkranzes. Sie wurde in den Jahren 1760 bis 1764 von dem Trostberger Marktmaurermeister Franz Alois Mayr erbaut und gilt als eine der schönsten Rokokokirchen Bayerns. 
Weitere Denkmäler des Ortes sind das zur Kirche gehörende Mesnerhaus (1747), der ummauerte Friedhof mit der Grabstätte der Guts- und Brauereibesitzerfamilie Baumgartner aus Raitenhaslach, die Pestkapelle aus dem 19. Jahrhundert sowie ein Pestkreuz (1673) und eine Ehrensäule (1727).
Siehe: Liste der Baudenkmäler in Marienberg.